# Roberta (Black Lagoon)
Roberta (ロベルタ Roberuta?), es un personaje ficticio, protagonista del manga y anime Black Lagoon, creado por Rei Hiroe.

## Historia
Su nombre real es Rosarita Cisneros. Originaria de Colombia, formó parte del grupo guerrillero FARC y posteriormente se convertiría en la criada de la familia Lovelace en Venezuela. Asesina profesional entrenada en Cuba, llega a ser miembro de un escuadrón elite de las FARC, dedicándose al asesinato de gente, como políticos, hombres de negocios, civiles, el resguardo de zonas de importancia estratégica y campos de cultivo de hoja de coca (motivo por el que se enteraría del tema del narcotráfico) posteriormente al enterarse de la verdad acerca de las falsas doctrinas y nexos con la mafia colombiana, abandona a las FARC.
Al fallecer su padre fue adoptada como sirvienta por un amigo de este: Diego Lovelace y su hijo García Lovelace. En la serie va al rescate del joven García en Roanapur y al entrar al bar Yellow Flag tiene una confrontación con el Cartel Manizelera al toparse con ellos y a la Compañía Lagoon, ella comienza una matanza, después persigue a la compañía Lagoon para tener un combate con pistolas contra Revy, al final Balalaika detiene la confrontación a tiros y peleó con Revy en combate desarmado quedando en empate, tanto ella como García regresan a Venezuela.
Sus asuntos contra las FARC no terminan, según la OVA de Black Lagoon titulada Roberta's Blood Trail, donde volverá a enfrentarse contra ellos y contra militares estadounidenses que habían asesinado a su patrón. Volverá a encontrarse con la compañía Lagoon y con un excompañero de Cuba. 
En esta temporada es donde Roberta desarrolla alucinaciones sobre sus víctimas pasadas, para controlar ese problema ingiere pastillas y medicamentos antidepresivos, así como su compulsiva forma de matar y sonreír maquiavélicamente a sus víctimas o con quienes se entrometen con ella.

## Personalidad
Roberta muestra dos personalidades: dulce y gentil con García Lovelace y salvaje y despiadada cuando entra en combate. Suele vestirse con un uniforme de criada y lleva anteojos falsos. Consume píldoras antidepresivas, abusando de estas que la llevan a provocar fuertes alucinaciones sobre sus víctimas del pasado.
Cuando entra en acción, Roberta recita el credo de la familia Lovelace:

Una bendición para los vivos, un ramo de flores para los muertos. Con una espada para la justicia, un castigo de muerte para los malvados, así llegaremos al altar de los Santos. En el nombre de Santa María Virgen, que este martillo golpee cada injusticia.

Roberta ha confesado de haber asesinado mujeres y niños en su pasado de guerrillera, pero dejó las FARC al sentirse traicionada al enterarse de que la organización era solo un instrumento de los carteles de la droga. Se la ha catalogado dentro de los estereotipos del anime como yandere, es decir, un tipo de persona que mata tanto por su amor procesado a García como por el rencor que siente a las FARC, las mafias colombianas, la CIA y el NSA por ordenar el atentado que mató a Diego Lovelace, su pasado traumático y las alucinaciones provocadas por las drogas.

## Armas
Entre sus armas principales, cuenta con una escopeta SPAS-12 (incrustada en un paraguas), una maleta con una ametralladora, y varias granadas bajo su vestido de sirvienta, un par de Colts tipo escuadra y un cuchillo de combate con pinchos y para la tercera temporada, usa un rifle .50 sumado a un lanzagranadas de mano (todo en uno) más una especie de cinturón-pistola. Y finalmente un mosquete del siglo XVIII, que en realidad lo usa para disparar un objeto similar a un arpón (flechette). Este mosquete es perteneciente a la familia Lovelace; lo quita de la pared en donde se exhiben adornos de la familia Lovelace y lo hace restaurar para su correcto uso.